# Palacio de la Duquesa de Almodóvar

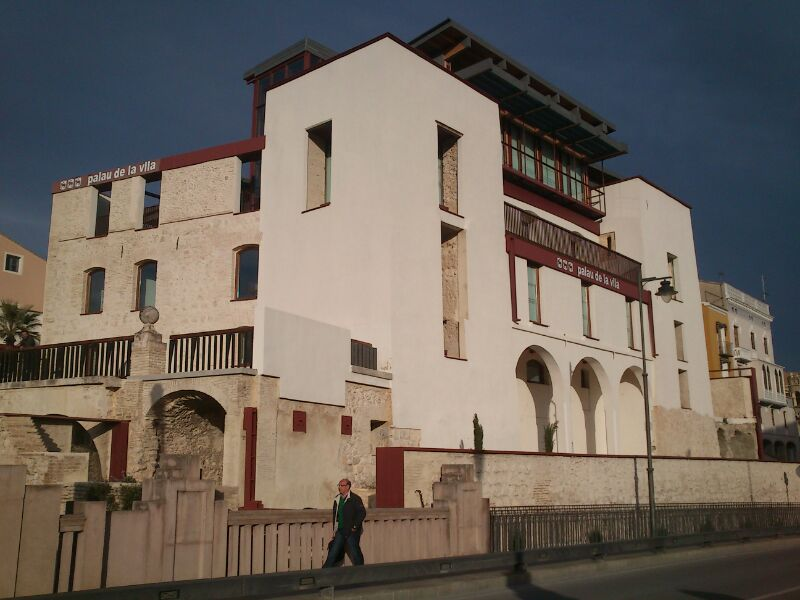
Palau de la Duquessa D'almodovar

El Palacio de la Duquesa de Almodóvar o Palau de la Vila es un palacio residencial que se encuentra en Onteniente (Valencia), en la plaza de San Roque.
El palacio es un bien de interés cultural con anotación ministerial R-I-51-0010677 de 27 de agosto de 2001.

## Historia
Aunque Jaime I, según consta en el Llibre del Repartiment, entregó diversas propiedades en Onteniente a algunos de sus vasallos, se reservó el palacio como residencia para sus visitas, ya que la población tenía la condición de villa real.
Con motivo de la visita de Jaime II se realizaron unas obras en 1311 de las que quedan vestigios góticos.
Alfonso V de Aragón concedió a los Jurados de Onteniente en 1425 la facultad de imponer contribuciones para la reparación del edificio, debido a su carácter representativo y a estar vinculado al poder municipal y real.
Posteriormente fue propiedad de la familia Blasco, por lo que figura su escudo en un arco del zaguán. En 1666, Mariana de Austria, esposa de Felipe IV, pernoctó en el palacio. Por dicho acontecimiento se dispuso una cadena entre dos pilastras que delimitan el patio del edificio, señalando la propiedad real.
A finales del siglo XVIII y por extinción de la rama Blasco titular del edificio, éste pasó a ser propiedad de la Duquesa de Almodóvar, Josefa Dominga Catalá de Valeriola, quien lo habitó hasta 1814, año de su muerte. Durante esta etapa fue objeto de intervenciones que dotaron al edificio de muestras del estilo de la época. En el transcurso del tiempo se han producido en el edificio, diversas transformaciones y reformas, incluyendo una renovación historicista a principios del siglo XX.
A principios del siglo XX un grave incendio afectó el ala de levante y desapareció esta parte del edificio. Además, uno de los dos bastiones-contrafuertes, sustentadores de la terraza, fue en gran parte destruido con la construcción del puente de Santa María a mediados del siglo XX. Del siglo XX al XXI los propietarios, la familia Buchon Sanchís vendieron el palacio al ayuntamiento de Ontinyent.

## Descripción
Por las diversas vicisitudes de su historia, el palacio presenta elementos de los siglos XIV, XV, XVII, XVIII y XX.
Durante la época musulmana, Onteniente no tuvo una gran importancia. Existía un alcázar que era la residencia del gobernador, y que podría coincidir con la localización del palacio, con la fachada a la plaza de San Roque. Posiblemente formaba parte del sistema defensivo acotando el patio de armas.
La planta del edificio tiene forma de "L", conformando una de las esquinas de la plaza de San Roque. Una puerta de acceso a la plaza forma parte del edificio. Otro lado del edificio da al río Clariano, a bastante altura sobre el mismo. Los muros recayentes al exterior, en algunos tramos, casi alcanzan los dos metros de espesor, y son flanqueados por dos torresde carácter defensivo.
El portalón del palacio, que se abre a la plaza, está construido en piedra con arco adintelado. Sobre este se sitúa una estrecha cornisa moldurada. El zaguán está separado del patio interior descubierto por un gran arco de sillería. En la clave de este arco se encuentra labrado el escudo de armas de los Blasco. La tipología del patio corresponde al patio gótico, con una escalera abierta.
Este patio da acceso por uno de sus lados al huerto, que también recae al río Clariano. A través del huerto se accede a los subterráneos, que se desarrollan linealmente en paralelo a la muralla, y en rampa se abren al río junto a la base del puente de Santa María. Este elemento arquitectónico consta de bóvedas de cañón y grandes arcos de medio punto de ladrillo y mampuestos. También se aprecian otros arcos ojivales de sillería. Las fachadas del palacio presentan diversos vanos que se deben a las reformas que ha sufrido el edificio a lo largo de los siglos. La fachada principal tiene huecos moldurados sobre lienzos parciales de piedra labrada en la planta primera y remate en la superior de huecos seriados de lenguaje prerrenacentista. Se perciben, además, ventanas geminadas de arco ojival, cegadas en la actualidad. La fachada lateral, recayente a la calle Magdalena, presenta un cuerpo central rematado por una terraza cubierta, que contiene un zócalo de azulejos originales de "mocador", flanqueado por dos torres de carácter defensivo. En el interior del palacio se suceden amplios salones en el piso noble, que se encuentran decorados con frescos y tallas de época reciente. La carpintería interior es de madera trabajada; las barandillas de los balcones y herrajes de las puertas son de forja.